# White Album 2
White Album 2 (яп. ホワイトアルバム2 Ховайто Арубаму 2) — японский визуальный роман в жанре эроге, разработанный компанией Leaf для Microsoft Windows, является продолжением игры White Album. Первая часть игры White Album 2: Introductory Chapter была выпущена 26 марта 2010 года. Вторая часть White Album 2: Closing Chapter была выпущена 22 декабря 2011 года. В 2012 году компанией Aquaplus была выпущена новая версия игры для PlayStation 3 без возрастных ограничений.

## Геймплей
Геймплей сводит к минимальному управлению плеером, игрок должен в основном читать диалоги персонажей, которые отображаются в нижней части экрана и взаимодействовать с персонажами. В отличие от большинства визуальных романов, игрок сильно ограничен в выборе действий и в игре доступна только одна финальная концовка.

## Сюжет
Действие происходит через 10 лет после событий игры White Album во второй половине октября, а финал игры заканчивается через 3 месяца. Согласно сюжету из музыкальной школьной группы уходят практически все музыканты и группа находится на грани развала. Харуки приглашает двух девушек: Сэцуну Огисо и Кадзусу Томо. Вместе они тренируются и играют на концерте во время школьной ярмарки. Они исполняют песни Юки Морикавы из альбома «Белый альбом». К концу дня Сэцуна признаётся Харуки в любви и они начинают встречаться.
Некоторое время спустя, Сэцуна решает устроить вечеринку по случаю дня рождения у неё дома. По пути туда, Харуки вспоминает, что Сэцуна очень хотела бы видеть и Кадзусу. Парень решает пойти к Кадзусе и вместо встречает её мать. Она объясняет, что Кадзуса уезжает с ней через месяц и так как самолёт улетает через час после начала вечеринки, Кадзуса не сможет посетить её. Харуки пытается убедить Кадзусу посетить вечеринку и начинается спор. Кадзуса убегает от Харуки. Позже Кадзуса приходит в школу и заявляет, что уезжает в Вену и больше никогда не вернётся.
После этого Кадзуса до церемонии вручения диплома не показывалась в школе, она приходит, чтобы тайно оставить письмо Сэцуне. Позже она сообщает Харуки о том, что Кадзуса была в школе. Парень ищет её по всему городу, но безуспешно. Но позже Кадзуса звонит ему, чтобы тот пришёл к её дому. Они мирятся, однако Кадзуса всё равно улетает. В конце Сэцуна и Харуки вместе прибывают в аэропорт, чтобы попрощаться с Кадзусой.

## Список персонажей
Харуки Китахара (яп. 北原 春希 Китахара Харуки) — главный герой истории. Посещает третий курс в школе Ходзё, член музыкального клуба, играет вторую гитару. Имеет лучшие оценки в классе. Добродушный, трудолюбивый и не примечательный парень, который стремится всем помочь, но иногда своим поведением раздражает остальных. Любит читать мораль. Слаб в гитаре, но все силы вкладывает, чтобы улучшить свои навыки.
Сэйю: Такахиро Мидзусима
Кадзуса Тома (яп. 冬馬 かずさ То:ма Кадзуса) — одна из главных героинь и одноклассница Харуки. Нелюдима, строга и груба на язык, но позже проявляется другую свою сторону. Играет отлично на пианино и гитаре. Часто спит на уроках, или прогуливает их. Тайно подыгрывала Харуки на пианино из другого класса, когда тот играл на гитаре, хотя сама долгое время игнорировала парня. Долгое время отказывалась вступать в музыкальную группу ссылаясь на неопытность Харуки и малый срок перед концертом, но позже присоединяется, чтобы помочь Сэцуне. В конце концов она интересуется и Харуки и начинает тренироваться с ним. Несмотря на свой сухой характер, позже проявляет заботу о Харуки и Сэцуне и в конце концов влюбляется в Харуки.
Сэйю: Хитоми Набатамэ
Сэцуна Огисо (яп. 小木曽 雪菜 Огисо Сэцуна) — одна из главных героинь истории. Ученица третьего курса. Очень хорошо поёт и дважды выигрывала в конкурсе. Любит караоке. Хороша в английском, но плоха в литературе. Одинока, так как в 4 классе поссорилась со всеми подругами. В тайне от остальных подрабатывает. Сначала стесняется войти в музыкальную группу, но вскоре соглашается, и быстро привязывается к Харуки. Отец Сэцуны очень строгий и продолжает давить на дочь, в частности, чтобы она не выступала на сцене. Позже видя, как Харуки много времени проводит с Кадзусой, на какой то момент стала сильно ревновать.
Сэйю: Мадока Ёнэдзава
Ио Мидзусава (яп. 水沢 依緒 Мидзисава Ио) — знакомая Харуки. Раньше была капитаном баскетбольной команды. В первом курсе была в одном классе с Харуки.
Сэйю: Икуми Накагами
Такэя Иидзука (яп. 飯塚 武也 Иидзика Такэя) — лучший друг Харуки, формально глава музыкального клуба, играет на гитаре, очень амбициозный и популярен среди девушек. После прихода Кадзусы в музыкальную группу, лишился статуса главы.
Сэйю: Такума Тэрасима
Тикаси Хаясака (яп. 早坂 親志 Хаясака Тикаси) — один из друзей Харуки и Такэя.
Сэйю: Нориаки Сугияма
Такахиро Огисо (яп. 小木曽 孝宏 Огисо Такахира) — младший брат Сэцуны.
Сэйю: Юки Кадзи
Ёко Тома (яп. 冬馬 曜子 То:ма Ё:ко) — мать Кадзусы, всемирно известная пианистка, которая играет в филармонии, в Париже. Скрывает от общественности о наличии дочери.
Сэйю: Рио Нацуки

## Разработка
Режиссёр, разработчик и дизайнер персонажей — Такэси Накамура. Ранее он работал над такими играми, как December When There Is No Angel для PlayStation 3 и Tears to Tiara. Сценарий к игре написали Фумиаки Маруто и Кикакуя. Ранее они вместе работали на другими играми, такими, как Kono Aozora ni Yakusoku o. Продюсером White Album 2 выступил Наоя Симокава.
Над дизайном персонажей также работал Маруто. Выслушав идею Маруто, Симокава поверил, что он сможет создать сюжет, который превосходит предыдущею игру White Album и решил принять участие в создании игры. Когда Накамура решил стать дизайнером персонажей, он обратился к Кисаси Кавате, дизайнеру персонажей первой игры. Кавата отметил, что он хотел бы увидеть, как Накамура сумеет создать печальные образы. Сам Накамура признал, что так как его проект является сиквелом, он чувствовал некое давление во время работы. Несмотря на это ранее, работая над играми December When There Is No Angel и Tears to Tiara, он самостоятельно разрабатывал персонажей, даже если об этом никто не просил.
Когда Симокаву спросили о предстоящем выходе второй части игры, он ответил, что было вы здорово выпустить её во время зимнего сезона, чтобы игроки смогли лучше прочувствовать атмосферу игры. Симокава также посвятил много времени, чтобы более детально проработать второстепенных персонажей.

## Выход
Предзаказ игры начался 25 сентября 2009 года, предзаказная серия включала в себя мини-фигурки Сэцуны Огисо. Ограниченное и постоянное издания изначально планировалось выпустить одновременно 26 февраля 2010 года. Пресс-релиз игры состоялся 12 марта 2010 года, и через 2 недели, 26 марта 2010 года, игра была выпущена. Ограниченное издание включало в себя ранобэ под названием Yuki ga Toke, Soshite Yuki ga Furu Made (яп. 雪が解け、そして雪が降るまで), автором которого является Маруто, а иллюстратором Накамура. Сюжет ранобэ охватывает временной промежуток между первой и второй частями игры. Вторая часть игры была выпущена 22 декабря 2011 года.

## CD драма
CD драма под названием Matsuri no Mae: Futari no 24 Jikan (яп. 祭りの前～ふたりの24時間～) была выпущена 13 августа 2010 года во время 78 проведения Комикета. Сценарий был создан Фумиаки Маруто, а иллюстрации — Такэси Накакмурой. CD-драма продавалась вместе с коротким ранобэ. Здесь действие происходит за день до школьного фестиваля. Харуки Китахару, Сэцуну Огисо и Кадзусу Тома озвучивали: Такахиро Мидзусима, Мадока Ёнэдзава и Хитоми Набатамэ.

## Аниме
В майском выпуске журнала Monthly Newtype стало известно, что игра White Album 2 будет экранизирована. Над сериалом работает студия Satelight, а режиссёром выступает Масаоми Андо, который ранее работал над сценарием игры. Музыкальным продюсером выступает Наоя Симокава.

### Список серий аниме
| #  | Название | Дата выхода          |
| -- | --- | -------------------- |
| 1  | Белый альбом (WHITE ALBUM) | 5 октября 2013 года  |
| 2  | Пианино и Гитара, бок о бок «Тонариавасэ но пиано то гита:» (隣り合わせのピアノとギター)                                                     | 12 октября 2013 года |
| 3  | Свет музыкального клуба, вместе снова «Кэйонгаку до:ко: кай, сай кэссэй» (軽音楽同好会、再結成)                                              | 19 октября 2013 года |
| 4  | Звук Судьбы (SOUND OF DESTINY) | 26 октября 2013 года |
| 5  | Прикосновение Сердца «Фурэа кокоро» (触れあう心)                                                                                             | 2 ноября 2013 года   |
| 6  | Перед ярмаркой «Мацури но маэ» (祭りの前) | 9 ноября 2013 года   |
| 7  | Последний и лучший день «Сайко: но, сайго но хи» (最高の、最後の日)                                                                          | 16 ноября 2013 года  |
| 8  | И зима наконец то начинается «Ягатэ фую га хадзиматтэ» (やがて冬が始まって)                                                                  | 23 ноября 2013 года  |
| 9  | Два попутных сердца «Сурэтигау кокоро» (すれ違う心)                                                                                          | 30 ноября 2013 года  |
| 10 | Когда Когда снег тает, чтобы снова выпасть (часть 1) «Юки га токэ, соситэ юки га фуру мадэ (Дзэмпэн)» (雪が解け、そして雪が降るまで（前編）) | 7 декабря 2013 года  |
| 11 | Когда Когда снег тает, чтобы снова выпасть (часть 2) «Юки га токэ, соситэ юки га фуру мадэ (Ко:хэн)» (雪が解け、そして雪が降るまで（後編）)  | 14 декабря 2013 года |
| 12 | Выпускной «Соцугё:» (卒業) | 21 декабря 2013 года |
| 13 | Недостижимая любовь «Тодоканай кой» (届かない恋)                                                                                             | 28 декабря 2013 года |

## Популярность
Игра заняла второе место среди бисёдзё-игр по количеству предзаказов в период с декабря 2009 года по январь 2010 года. Игра стала второй самой продаваемой игрой для PC в марте 2010 года в Японии по данным Getchu.com.